# Mišja Peč

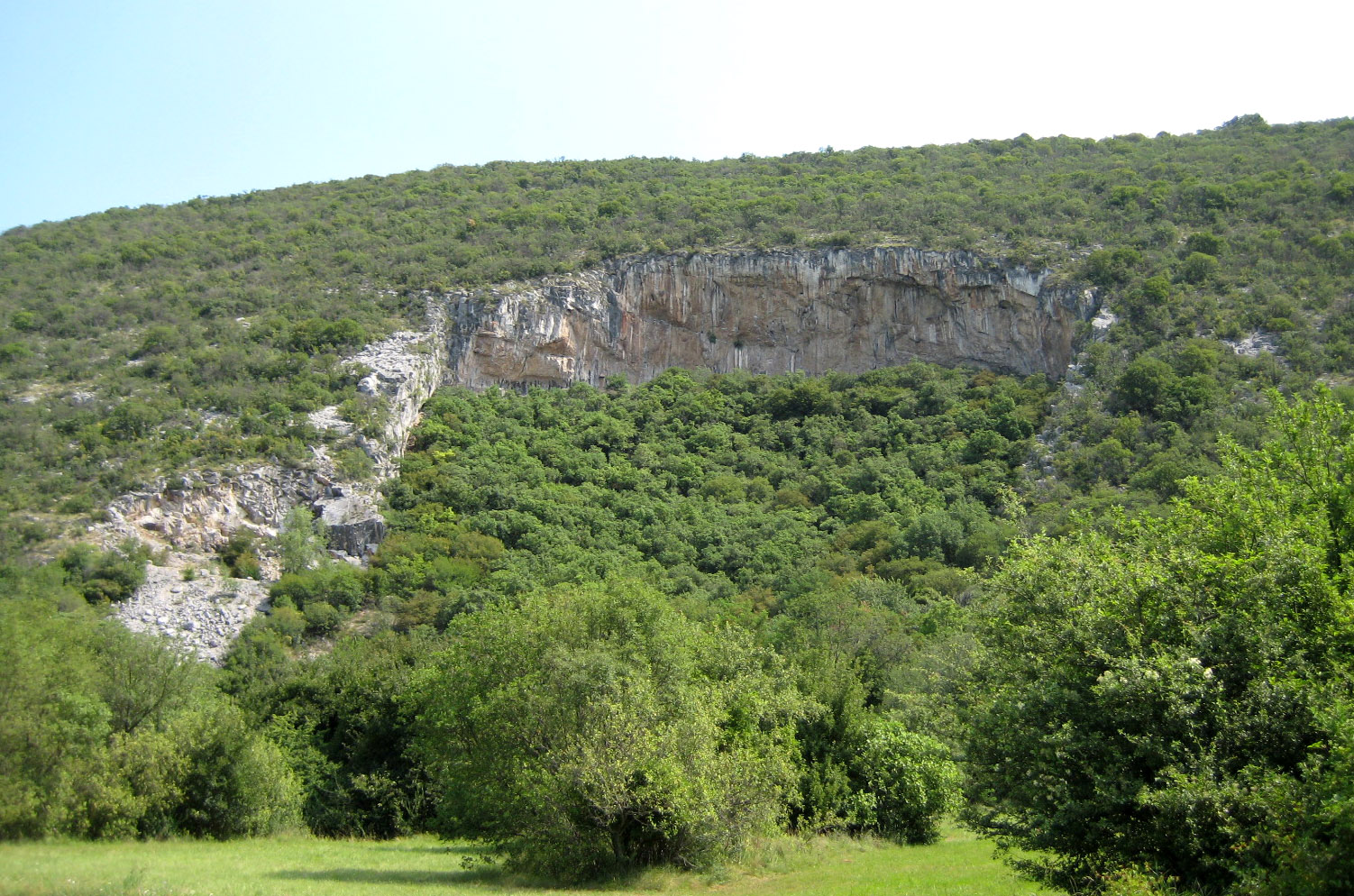
L'anfiteatro di Misja Pec, SVN

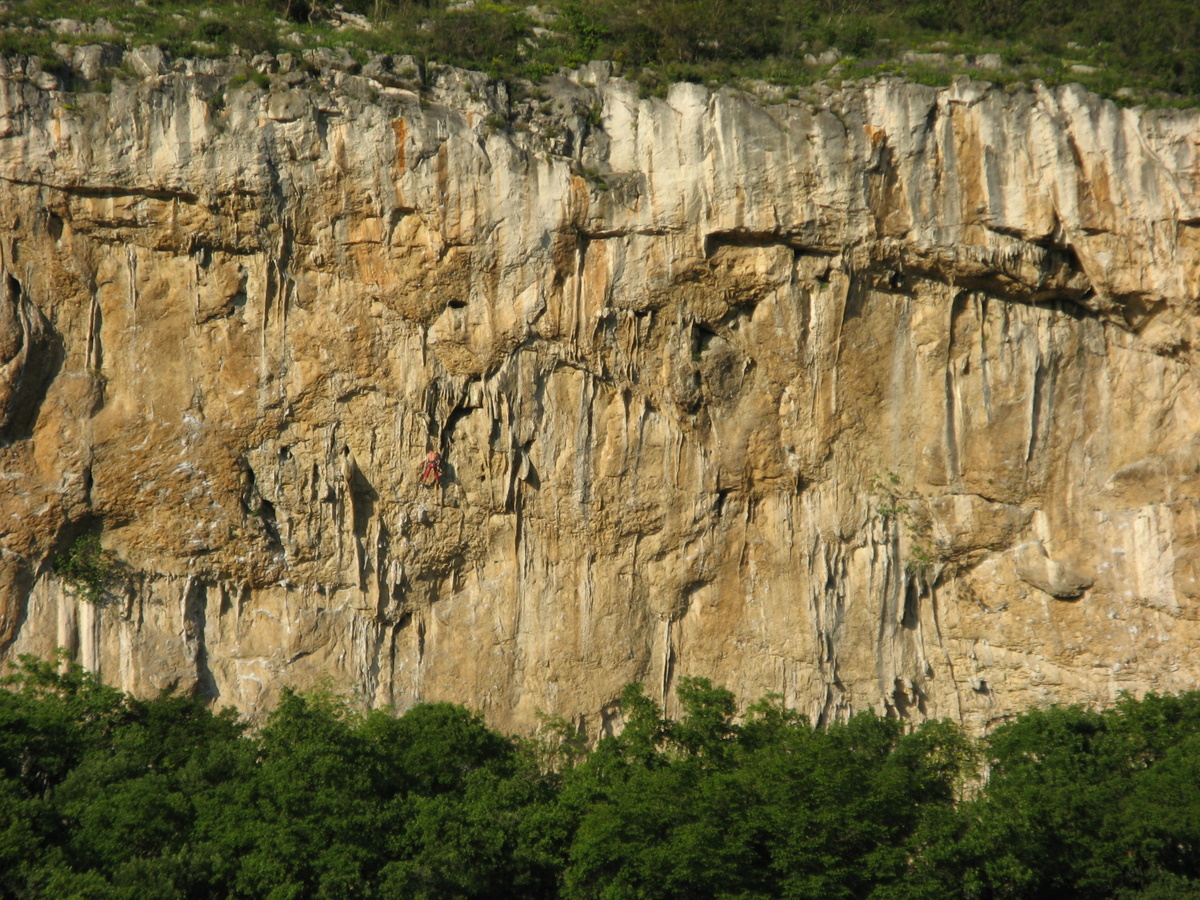
Un arrampicatore impegnato su una via a Misja Pec

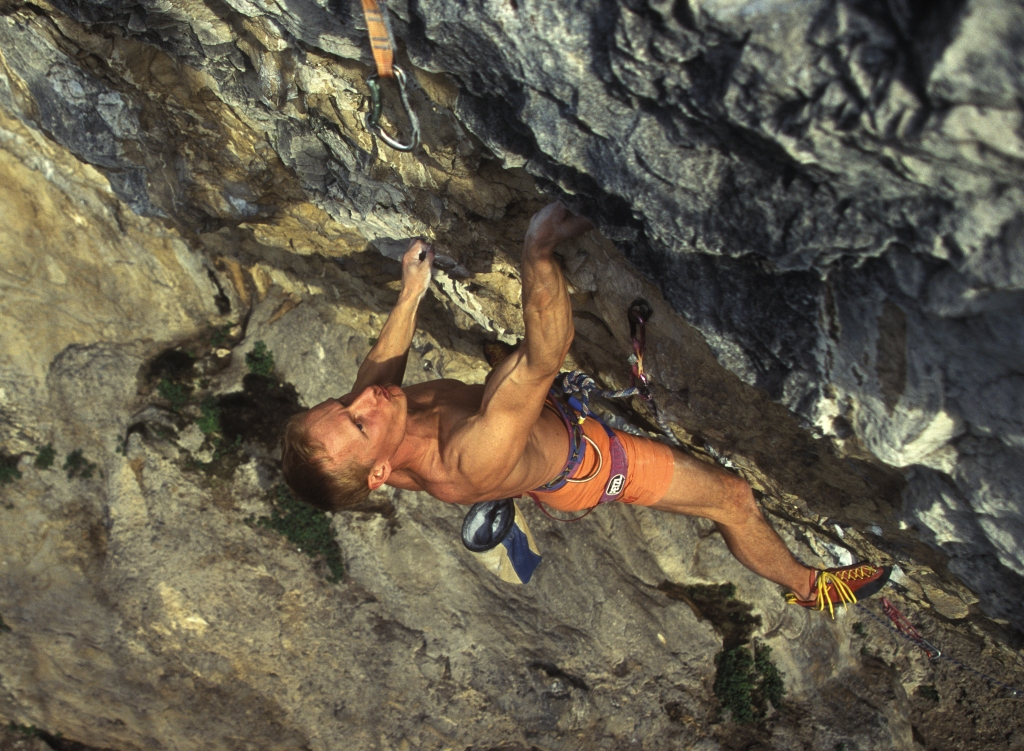
Jure Golob sul 9a Martin Krpan da lui liberato nel 2001

È un sito d'arrampicata slovena, situata vicino al confine con l'Italia, nei pressi di Ospo.
La roccia è di calcare e ha la forma di un anfiteatro alto 45 metri. Ci sono più di 200 vie di tutti i tipi, dalle placche agli strapiombi e tetti.
È uno dei siti d'arrampicata più importanti della Slovenia e d'Europa.
Il nome significa "forno per topi" in quanto il luogo è molto caldo d'estate.

## Le vie
Le vie più difficili:
- 9a+/5.15a
  - Xaxid Hotel - 5 novembre 2009 - Tomás Mrázek[1]
- 9a/5.14d:
  - Halupca 1979 - 22 settembre 2008 - Matej Sova[2]
  - Sanjski Par Extension - febbraio 2003 - Uros Perko
  - Martin Krpan - 4 maggio 2001 - Jure Golob